# سیمپسونویل (کارولینای جنوبی)
سیمپسونویل(به انگلیسی: Simpsonville) شهری در ایالت کارولینای جنوبی کشور ایالات متحده آمریکا است که جمعیت آن در سرشماری سال ۲۰۱۰ میلادی، ۱۸٬۲۳۸ نفر بوده‌است.